# Michael Treharne Davies
Michael Treharne Davies (* 13. März 1936 in Yeovil; † 25. September 2004) war ein britischer Lehrer und Autor. Von 1992 bis 2004 war er Präsident der internationalen traditionalistischen katholischen Organisation Una Voce und verantwortlich für die Vereinigung von Una Voce America.

## Leben
Davies wurde als Sohn von Cyril und Annie (geb. Garnworthy) Davies geboren. Sein Vater, ein Waliser, war Baptist, und seine Mutter, die Engländerin war, war Anglikanerin. Davies wurde in Yeovil erzogen. Er diente als regulärer Soldat in der Somerset Light Infantry während des malaiischen Notstands, der Suezkrise und der EOKA-Kampagne in Zypern.
Davies war ein Baptist, der in den 1950er Jahren als Student zum Katholizismus konvertierte. Als anfänglicher Befürworter des Zweiten Vatikanischen Konzils kritisierte Davies die liturgischen Veränderungen, die er als Folge von Verzerrungen und Fehlinterpretationen der Mandate des Konzils für liturgische Reformen anführte. Davies unterstützte später den französischen Erzbischof Marcel Lefebvre, Gründer der Priesterbruderschaft St. Pius X. schrieb eine dreibändige Serie mit dem Titel Apologia Pro Marcel Lefebvre, in der er Lefebvre gegen Vorwürfe des Ungehorsams und der Spaltung verteidigte, weil er sich geweigert hatte, die Messe von Paul VI. zu feiern. Obwohl Davies sich Lefebvres kanonisch illegaler Weihe von vier FSSPX-Bischöfen im Jahr 1988 gegen den Willen von Papst Johannes Paul II. widersetzte, unterstützte er weiterhin öffentlich Lefebvres Verteidigung der tridentinischen Messe und der traditionellen kirchlichen Lehren.
William D. Dinges, Professor für Religion und Kultur an der Catholic University of America, beschrieb ihn als international einen der produktivsten traditionalistischen Apologeten. 
Davies war ein Kritiker der Erscheinungen der Heiligen Jungfrau in Medjugorje, die er für falsch hielt. Davies starb am 25. September 2004 im Alter von 68 Jahren nach einem Kampf gegen Krebs und wurde auf dem Friedhof von St. Marys, Chislehurst beerdigt. Er hinterließ seine Frau Marija, eine Tochter und zwei Söhne, von denen einer der Rechtsanwalt Adrian Davies ist.

## Schriften (Auswahl)
- A Short History of the Roman Mass . Charlotte 1997, ISBN 0-89555-546-8.
- Der Kardinal auf dem Schafott. Der englische Märtyrer John Fisher (1469–1535). Ruppichteroth 2002, ISBN 3-934692-11-7.
- Partisanen des Irrtums. Der hl. Papst Pius X. gegen die Modernisten. Stuttgart 2004, ISBN 3-932691-43-1.
- Für Thron und Altar. Der Aufstand in der Vendée (1793–1796). Bobingen 2015, ISBN 978-3-943858-55-6.